# Хайнрих II фон Коберн
Хайнрих II фон Коберн (на немски: Heinrich II von Kobern; † сл. 1269) от фамилията Изенберг, е господар на Изенбург-Коберн.

## Произход
Той е син на Герлах II фон Изенбург-Коберн († 15 април 1235) и съпругата му Юта († 9 юли 1253). Сестра му Цецилия фон Изенбург (* ок. 1203; † сл. 1267), наследничка на Коберн, e омъжена за Фридрих фон Нойербург († 17 март 1258) от странична линия на графовете на Вианден.
Господарите на Изенбург-Коберн притежават замъка Коберн до средата на 14 век.

## Фамилия
Хайнрих II се жени пр. май 1235 г. за Мехтилда († сл. 1269). Те нямат деца.